# Вантажообіг
Вантажообіг (рос. грузооборот, англ. goods turnover, нім. Frachtumsatz, Frachtumlauf, Frachtverkehr) — основний показник роботи транспорту. Обчислюється як добуток кількості (у вагових або об'ємних одинцях) основних та допоміжних вантажів, які переміщуються, на відстань перевезення (передачі).Або це кількість вантажу, перевезеного на певну відстань за певний час вимірюється в тоннокілометрах(ткм)
Розрізняють ще вантажообіг: змінний, добовий, тижневий, місячний, річний.